# Jennifer Isacco
Jennifer Isacco (n. 27 februarie 1977, Como, Lombardia, Italia) este o sportivă ce a reprezentat Italia, medaliată olimpică. A participat la o ediție a Jocurilor Olimpice (2006) în care a câștigat o medalie de bronz.

## Participări
Lista de mai jos prezintă principalele competiții la care a participat Jennifer Isacco de-a lungul carierei.
- bobsleigh at the 2006 Winter Olympics – two-woman[*]